# انتخابات عمومی ۲۰۱۹ اروگوئه
انتخابات عمومی ۲۰۱۹ اروگوئه (انگلیسی: 2019 Uruguayan general election) روز ۲۷ اکتبر ۲۰۱۹ به منظور انتخاب رئیس‌جمهور و مجمع عمومی اروگوئه برگزار شد. در دور نخست هیچ نامزدی حائز اکثریت مطلق آرا نشد و دور دوم در ۲۴ نوامبر بین دانیل ماتینز نامزد جبهه گسترده و لوئیس آلبرتو لاکایا پو از حزب ملی اروگوئه برگزار گردید. در نهایت لوئیس آلبرتو لاکایا پو با کسب ۵۰ درصد آرا و برتری کمتر از ۳۰ هزار رأی به پیروزی رسید.